# Naenia issyka
Naenia issyka är en fjärilsart som beskrevs av Rudolf Püngeler 1900. Naenia issyka ingår i släktet Naenia och familjen nattflyn. Inga underarter finns listade i Catalogue of Life.